# ثقافة بينساكولا

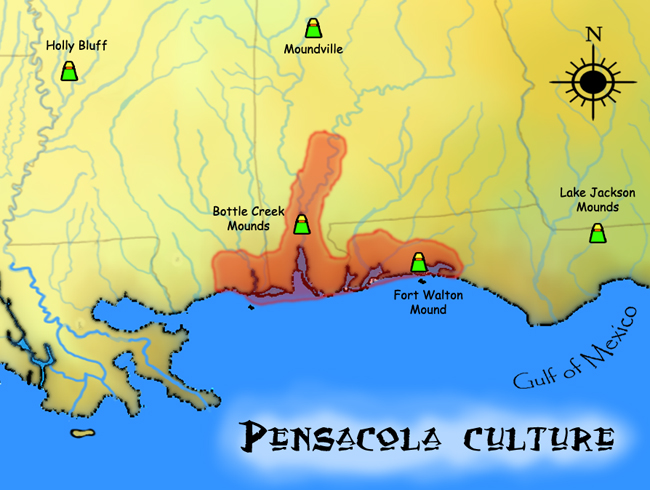
الامتداد الجغرافي لثقافة بينساكولا وبعض مواقعها المهمة بالإضافة إلى المواقع المعاصرة الهامة الأخرى

تعتبر ثقافة بينساكولا إحدى الثقافات الخاصة بالسكان الأصليين وهي ثقافة متأثرة نوعًا ما بحضارة المسيسيبي ولكنها كانت متميزة ومختلفة عنها وكانت شعوب تلك الثقافة تسكن في المناطق التي تمتد على طول ساحل الخليج الأمريكي، واستمرت للفترة من سنة 1100 إلى سنة 1700 ميلادية. وتميزت شعائرها بطقوس العبادة المعقدة وتسمى أيضًا طقوس العبادة الجنوبية الشرقية، وهو مشابه لإيمان ومعتقدات قبائل المسيسيبي. وعادة ما ارتبطت الشعائر الجنوبية الشرقية المعقدة بالألعاب الدينية مثل لعبة تشونكي.
ومع ذلك لم يكن لهذه الشعوب نظام كتابة أو فن معماري حجري متطور. فقد كانوا يعملون في المعادن المترسبة بشكل طبيعي، مثل عملية الطَرق أو عملية تصلب النحاس لأغراض الطقوس وغيرها من الزخارف، ولكنهم لم يعملوا بالمعادن الأخرى كالحديد أو البرونز.

## نبذة
كانت كل من ثقافة بينساكولا وثقافة فورت والتون القريبة مزيجًا من ثقافة جزيرة ويدن المتأخرة والتي سبقتها في المنطقة وتدفق ثقافة شعوب المسيسيبيين من الشمال. تم تصنيف ثقافة بينساكولا وفورت والتون معًا تحت اسم ثقافة بينساكولا من قِبل علماء الآثار وأطلقت تلك التسمية على مجموعة من المواقع التي تقع في خليج بينساكولا وخليج تشوكتاواتشي. ومع ذلك أدت مزيد من الدراسات المختلفة على مر السنين إلى قيام علماء الآثار بإعادة تصنيفها كثقافتين منفصلتين. وحددت الأبحاث الأثرية أيضًا أن موقع بوتل كريك (أكبر موقع لثقافة بينساكولا، والذي يقع شمال خليج موبايل) كان المركز الفعلي للثقافة وأن هناك المزيد من مواقع بينساكولا في تلك المنطقة وحول خليج بيرديدو منطقة بينساكولا.

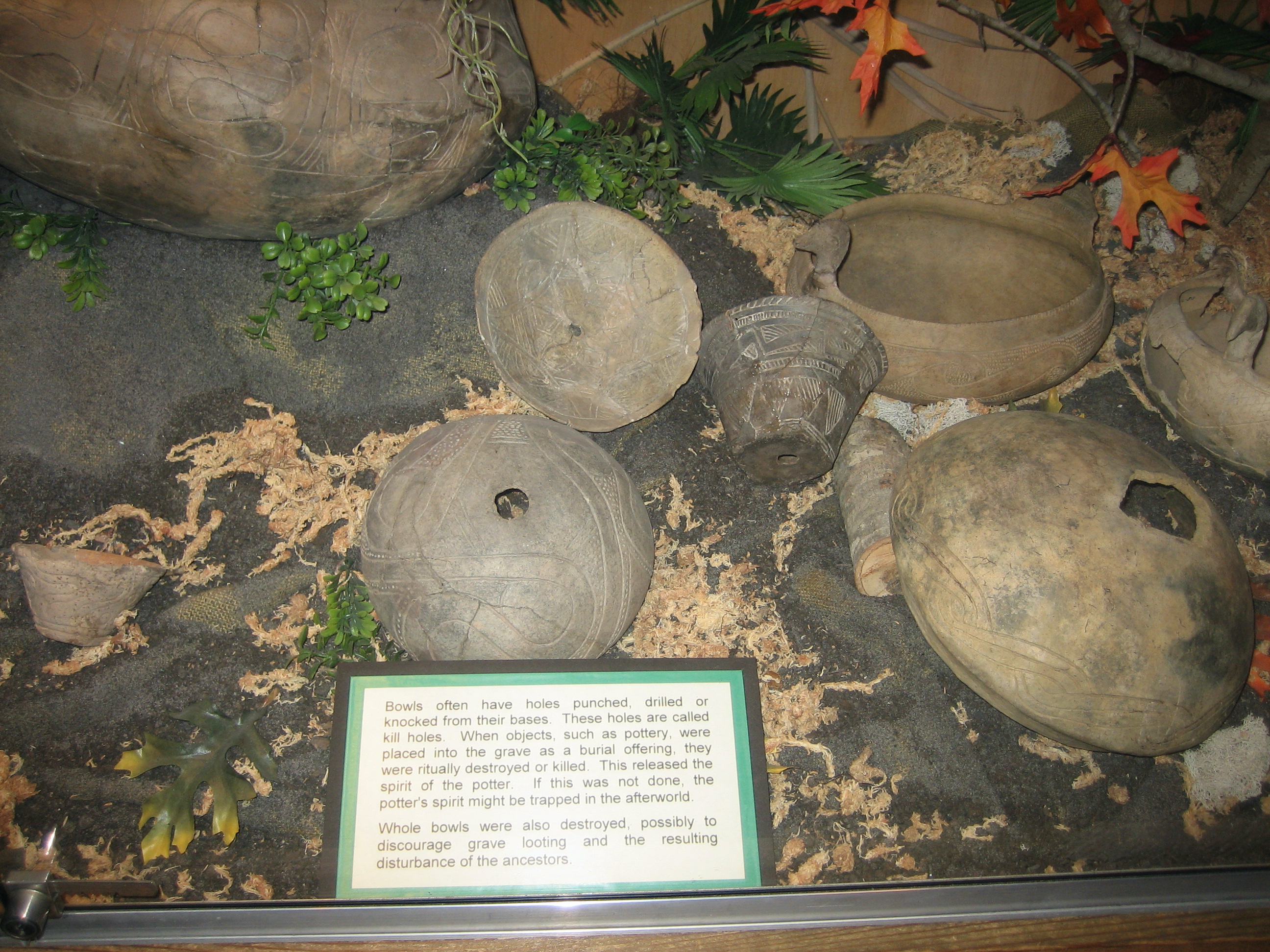
فخارية أثرية من موقع فورت والتون

ارتبطت ثقافة شعوب بينساكولا المبكرة ارتباطًا وثيقًا بسكان كيان ماوندفيل الواقعة في أعلى النهر وربما كان هذا الارتباط نتيجة الاستعمار من منطقة موندفيل. تأثرت الأواني الفخارية بينساكولا كثيرًا بثقافة المسيسيبي. في حين أن شعوب فورت والتون التي كان أكبر موقع أثري لها هو بحيرة جاكسون ماوندز في تالاهاسي أكثر تأثرًا بثقافة ايتواه في شمال جورجيا، واستخدموا مثلهم في الغالب الرمال والحصى والصلصال أو مزيج من هذه المواد عالجوها في فخارياتهم. كما أظهرت الخزفيات المبكرة لثقافة بينساكولا أن لديهم اتصالًا كبيرًا بشعوب ثقافة بلاكيومين المسيسيبي المنتشرة في وادي المسيسيبي السفلي. أظهرت الأبحاث الأثرية في موقع بوتل كريك الأثري أن سكان ثقافة بينساكولا ربما انتقلوا إلى هذه المنطقة الجغرافية من الشمال والغرب، ولكن بحلول القرن الرابع عشر طوروا أسلوبهم الخزفي المميز ومستوطنتهم الفريدة الخاصة بهم. على عكس جيرانهم في فورت والتون في الشرق اعتمدت شعوب بينساكولا على استخدام الموارد الساحلية أكثر من اعتمادها على زراعة الذرة. تشير منطقة ثقافة بنساكولا إلى أن المنطقة كانت عبارة عن سلسلة من المشيخات الصغيرة مع مراكزها المحلية الخاصة مثل فورت والتون ماوند. بحلول عام 1250 ميلادية بدأت شعوب بينساكولا في التجارة مع شعوب ثقافة كوول كولز كريك في جنوب شرق لويزيانا.

### التسلسل الزمني
| الفترة                | الثقافة السائدة  | التاريخ            | موقع بوتل كريك |
| --------------------- | ---------------- | ------------------ | -------------- |
| (مبكر) وودلاند متأخر  | ثقافة جزيرة ويدن | 400 - 750 ميلادي   | تيتس هاموك     |
| (متأخر) وودلاند متأخر | ثقافةواكولا      | 750 - 1100 ميلادي  | كودين          |
| ميسيسيبي قديم         | ثقافة بينساكولا  | 1100 - 1250 ميلادي | أندرو بليس     |
| ميسيسيبي أوسط         | ثقافة بينساكولا  | 1250 - 1400 ميلادي | بوتل كريك 1    |
| ميسيسيبي متأخر        | ثقافة بينساكولا  | 1400 -1550 ميلادي  | بوتلك كريك 2   |
| العصر الحديث          | ثقافة بينساكولا  | 1550 - 1700 ميلادي | بير بوينت      |

## الدخول الأوروبي
أظهرت الحفريات الأثرية في موقع بوتل كريك أنها ظلت مأهولة بالسكان خلال فترة الاتصال الأوروبي في القرن السادس عشر إلى أوائل القرن الثامن عشر، على الرغم من أنه لا يزال غير مؤكد أي من المجموعات التاريخية قد يكون هؤلاء الناس. ربما كان أول اتصال بين شعوب البينساكولا والأوروبيين مع حملة نارفيز في عام 1528. حيث ذكر كابيثا دي فاكا أن الأمريكيين الأصليين الذين قابلهم في محيط ما يعرف الآن باسم خليج بينساكولا كانوا من ذوي «مكانة كبيرة وهيئتهم جيدة»، وعاشوا في منازل دائمة. وكان زعيمهم يرتدي رداءًا أسماه دي فاكا "دلق-قط الزباد"، «ويعتقد أنه كان من أفضل الجلود التي يمكن العثور عليها». وبدوا شعوب البينساكولا وديين من الإسبان في بداية الأمر، لكنهم هاجموا الإسبان دون سابق إنذار أثناء الليل.
في عام 1539 اكتشف دييغو مالدونادو ، الذي استكشف الساحل الشمالي لخليج المكسيك بناءً على أوامر من إرناندو دي سوتو واكتشف خليج بينساكولا (الذي أطلق عليه الأسبان اسم خليج أخوسي أو أخوسي أو أوتشوسي أو أوتشوس). حيث وجد مالدونادو قرية على الخليج، واستولى على واحد أو اثنين من السكان، إلى جانب «بطانية جيدة من فرو السمور». وطلب دي سوتو من مالدونادو مقابلته في خليج آشوس في الصيف التالي بأدوات لاستكمال رحلته. عاد مالدونادو ثلاث سنوات متتالية، لكننه لم يلتقي بدي سوتو الذي لم يظهر أبدًا من جديد. من الممكن أن تكون شعوب ثقافة بينساكولا أو القبائل التي كانت تعيش في وسط ولاية ألاباما مرتبطة بهلاك دي سوتو في عام 1540
في عام 1559، قاد تريستان دي لونا إي أريلانو بعثة إسبانية لإنشاء مستعمرة أوتشوسي على خليج بينساكولا، المعروف آنذاك باسم خليج إيتشوسي (وتلفظ أيضًا Ychuse)، لكن المسعى الذي سعى إليه لم يدم طويلًا وانتهى بسرعة. كان الأسبان يخططون للاعتماد على السكان المحليين للحصول على الإمدادات الغذائية، لكنهم وجدوا المنطقة مهجورة تقريبًا ولا يعيش بها سوى عدد قليل من الأشخاص في معسكرات صيد الأسماك حول الخليج.
بحلول أوائل القرن الثامن عشر كان شعب البينساكولا وهم مجموعة ناطقة باللغة المسكوكية والمرتبطة بثقافة هنود الأبالاتشي في منطقة فورت والتون، ويعيشون في الجزء الغربي في ما يعرف الآن باسم شبه جزيرة فلوريدا وهي مصدر الاسم لخليج بينساكولا، ومدينة بينساكولا وبعد ذلك ثقافة بينساكولا. وكانوا يسكنون المنطقة حتى منتصف القرن الثامن عشر، ولكن بحلول عام 1764 تم اندماجهم مع قبائل قادمة انتقلت إلى المنطقة مختلفة هي قبائل التشوكتاو والمسكوكي، وفي الغرب في إندمج قبائل بيلوكسي مع قبائل تونيكا ليكونوا اتحاد سمي تونيكا-بيلوكسي.